# دعاية (مصطلح)
الدِّعاية أو البروباغندا نقحرة من (بالإنجليزية: Propaganda)‏ كلمة تعني نشر المعلومات بطريقة موجهة أحادية المنظور وتوجيه مجموعة مركزة من الرسائل بهدف التأثير على آراء أو سلوك أكبر عدد من الأشخاص. وهي مضادة للموضوعية في تقديم المعلومات، الدعاية في معنى مبسط، هي عرض المعلومات بهدف التأثير على المتلقى المستهدف. كثيرا ما تعتمد الدعاية على إعطاء معلومات ناقصة، وبذلك تُقدّم معلومات كاذبة عن طريق الامتناع عن تقديم معلومات كاملة، وهي تقوم بالتأثير على الأشخاص عاطفيا عوضا عن الرد بعقلانية. والهدف من هذا هو تغيير السرد المعرفي للأشخاص المستهدفين لأجندات سياسية. فهي سياسيا تعني الترويج واقتصاديا تعني الدعاية ودينيا تعني التبشير. بمنظور آخر الدعاية تعني الكذب المتعمد الذي يهدف إلى التسفيه وكمثال على ذلك لو انك وجدت الكثير من المقالات عن موضوع واحد وكلها تخلو من سطر واحد من الموضوعية أو مصدر المعلومات فهذه دعاية. لمعرفة المزيد يمكنكم مطالعة كتاب أرض السافلين.

## أصل الكلمة

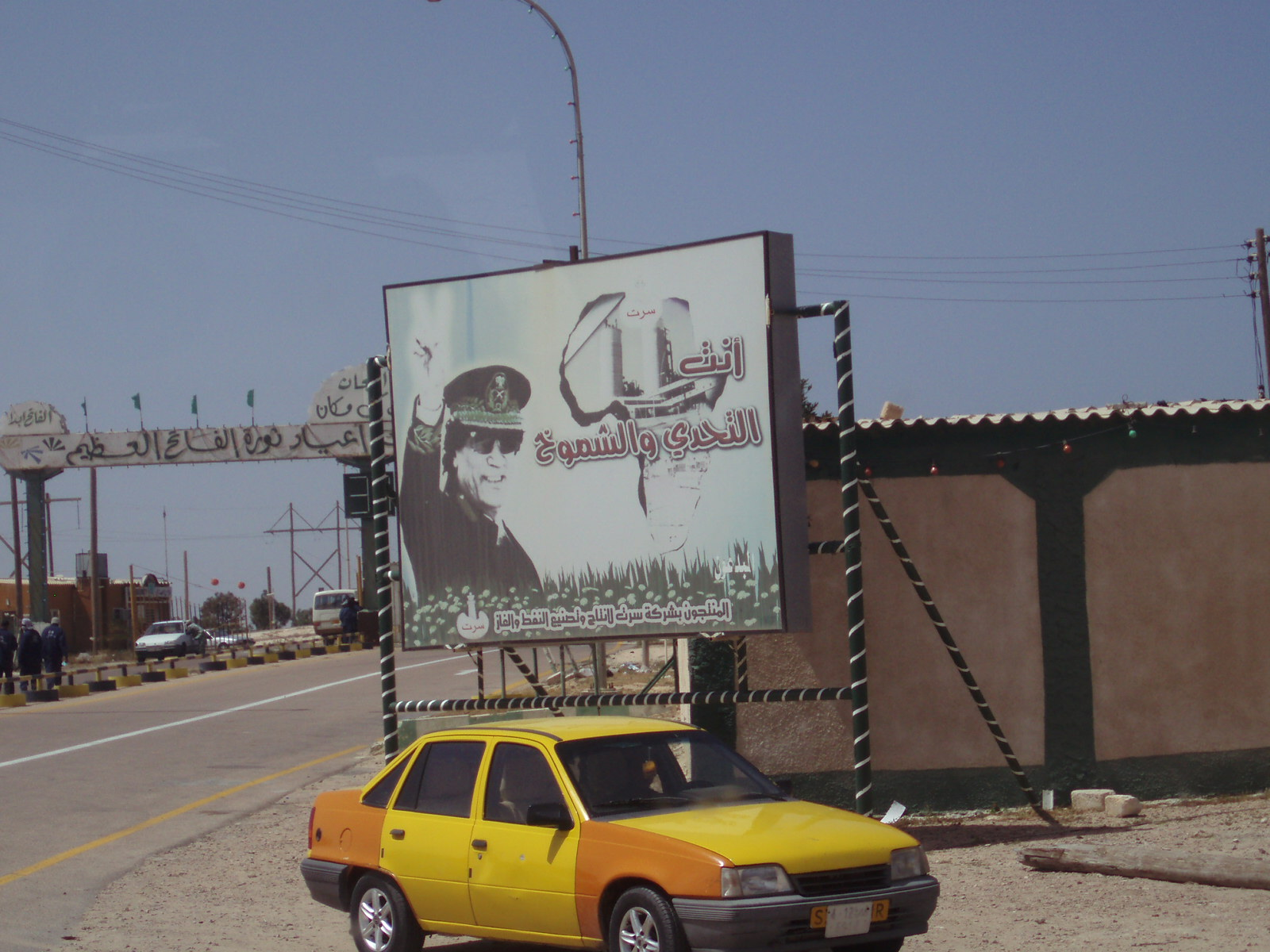
وظفها معمر القذافي على نطاق واسع في ليبيا.

أصل المصطلح الإنجليزية "Propaganda" أتى من الكلمة اللاتينية "كونغريقاتيو دي بروباجاندا فيدي" والتي تعني (مجمع نشر الإيمان)، وهو مجمع قام بتأسيسه البابا غريغوري الخامس عشر في عام 1622. يقوم هذا المجمع على نشر الكاثوليكية في الأقاليم.
و تعني بروبغندا باللاتينية نشر المعلومات دون أن يحمل المعنى الأصلي أي دلالات مضللة. المعنى الحالي للكلمة نشأ في الحرب العالمية الأولى عندما أصبحت مصطلح مرتبط بالسياسة.

## التاريخ

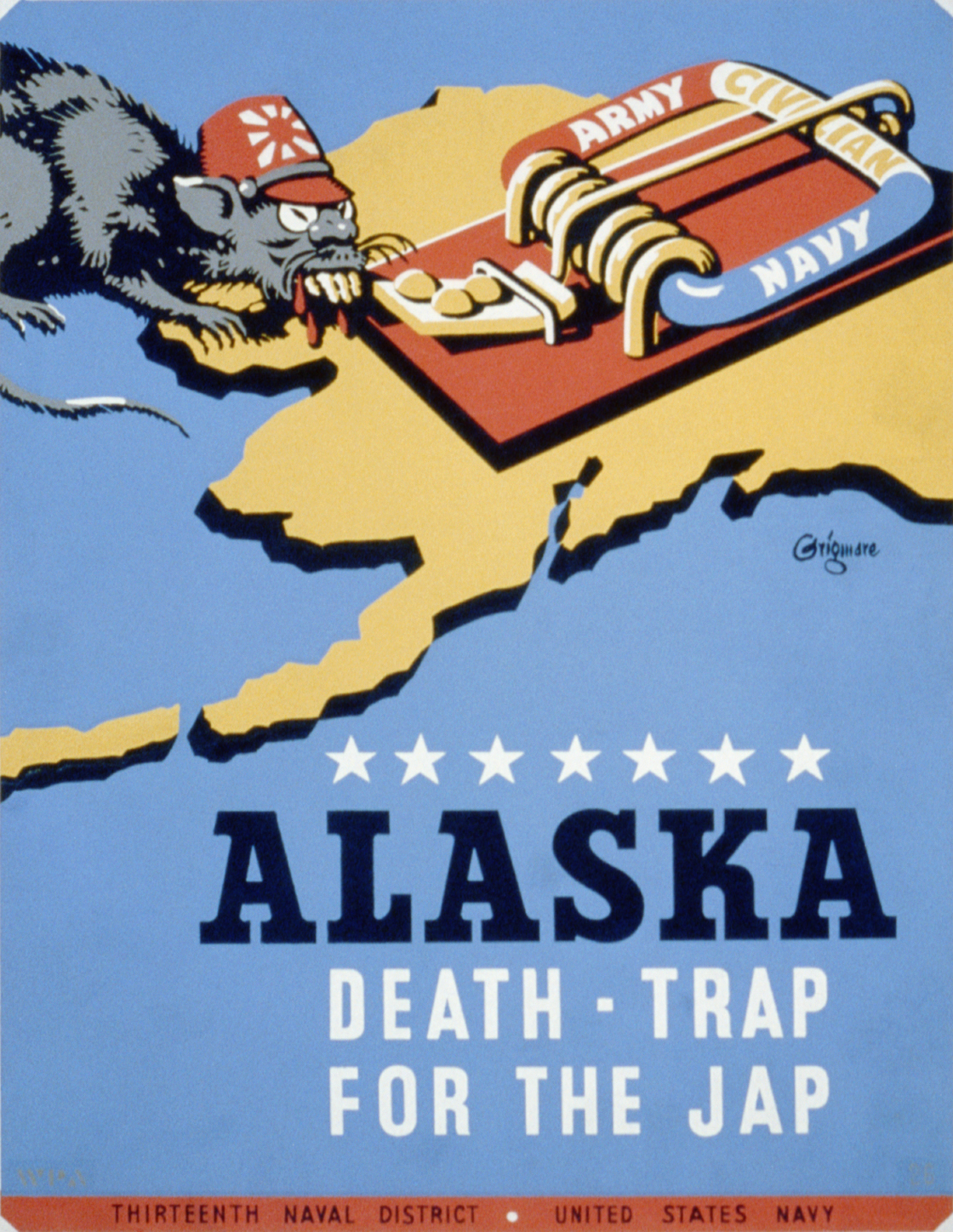
استخدام الكاريكتورات السياسية الساخرة لغرض رفع معنوية الأمريكيين في زمن الحرب العالمية الثانية

يعيد المفكر الاعلامي الألماني كلاوس ميرتن أصل الدعاية إلى أرسطو في كتابه (الخطابة)، ويرى الباحث بُرهان شاوي أن الكثير من قصص العهد القديم وتعاليمة يمكن تفسيرها كنصوص دعائية، فهي تحتوي على كل ما يمكن أن تحمله الدعاية من مضامين ووسائل واهداف، فهي تقدم التبريرات وتمنح الشرعية لأية أفعال عدوانية ضد المخالفين في الرأي والعقيدة والجنس والقومية، وذلك باسم (الإرادة الإلهية) و(شعب الله المختار).
وفي المرحلة الاغريقية كانت الدعاية تنحصر في السياسة الداخلية بإقناع الخصوم السياسيين والمفكرين، بينما كانت في السياسة الخارجية تعني خلق (صورة للعدو) من اجل توحيد الصف الشعبي من خلالها والاستفادة في تأجيل الكثير من المطالب الملحة للشعب، ومن أجل منح الشرعية للحروب ولتحقيق الاطماع التوسعية وإقامة الإمبراطوريات، فالهيمنة والاحتلال والانقلابات السياسية جميعها تبحث عن الشرعية وعن التمويل ولا يمكن ذلك بدون الدعاية، كما يؤكد برهان شاوي.
وفي العصر الحديث، استعملت كلمة الدعاية خلال حرب الثلاثين عاماً التي شهدتها أوروبا ما بين الأعوام 1618 – 1648، فخوفاً من انتشار أفكار مارتن لوثر تشكلت لجنة كنسية للدعاية، وعندما قامت الثورة الفرنسية امتلكت الصحافة سلطة جبارة في التأثير على الجماهير، ما دفع السياسيين لاستخدامها كوسيلة أساس في الصراع السياسي.
وفي الحرب العالمية الأولى، أسس الرئيس الاميركي ويلسون لجنة دعائية ساهم في عضويتها كبار المفكرين والمنظرين الأكاديميين أمثال جون ديوي، فالتر لبمان، أدورد بيرنايس، كما تأسست في بريطانيا وزارة للدعاية التي أخذت على عاتقها مهمة تحريض الشعب الأميركي ضد الألمان.
أما الشيوعية فلم تفرق بين الدعاية والتحريض، وأصبحت تعني وسيلة لتهديم الأفكار البرجوازية ونشر الافكار الاشتراكية.

## أساليبها

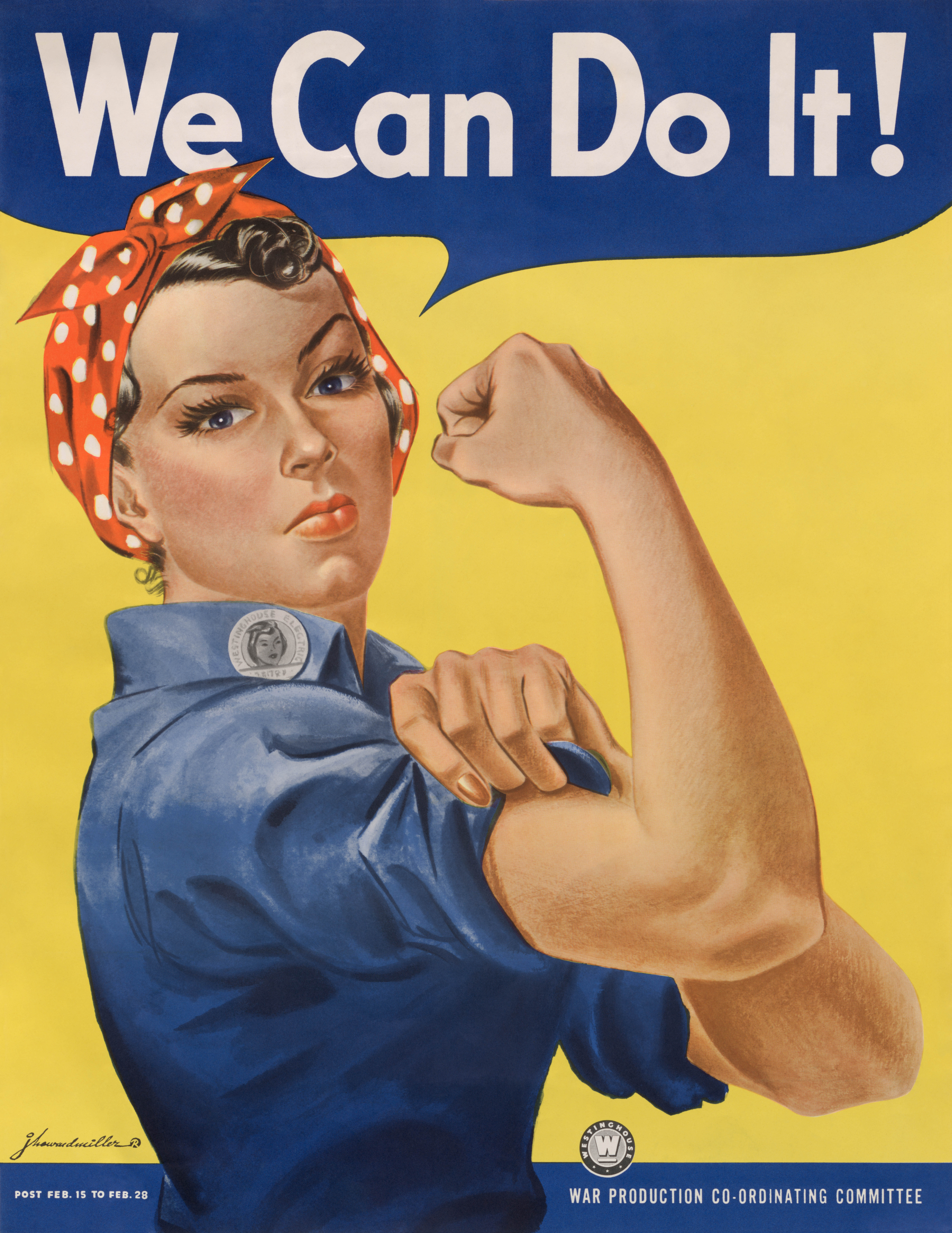
ملصق خاص بالحرب يدعى نستطيع فعل ذلك استخدم دعائيًا لتشجيع العمال في وستنجهاوس للمحافظة على الإنتاج الحربي

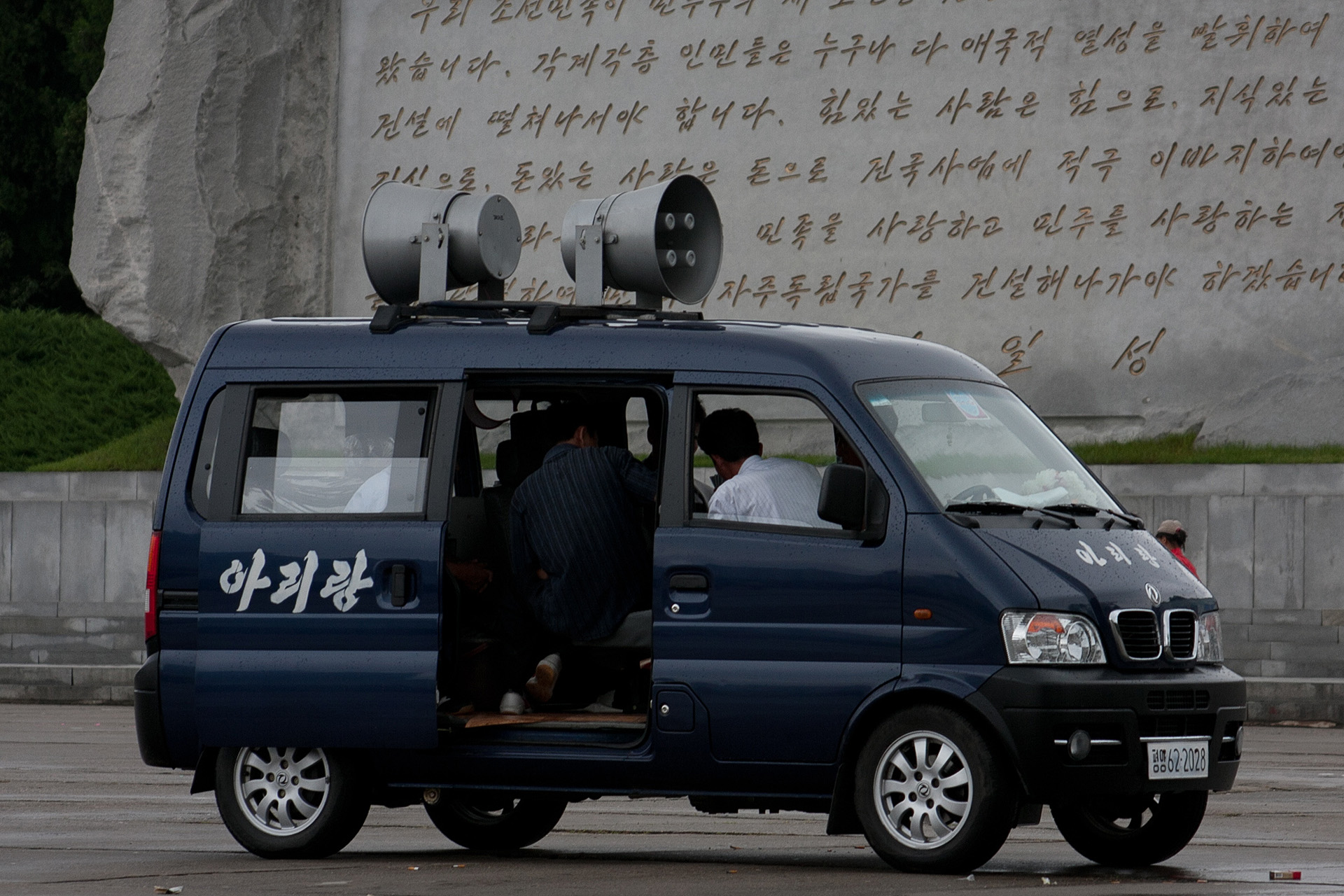
سيارة تبث الدعاية السمعية في كوريا الشمالية

تتشارك الدعاوة التقنية ذاتها مع الإعلان والعلاقات العامة. فالإعلان والعلاقات العامة يمكن أن تصنف على أنها دعاوة لمنتج أو علامة تجارية وأفراد وكذلك منظمات، والتي اصطلح على تسمية هذا النوع من الدعاوة «دعاية»، الدعاية المعاصرة تستغل التقنيات الحديثة للتأثير في الرأي العام وتوجيه أفكار وقرارات الناس السياسية والاجتماعية وحتى الدينية، وذلك باستخدام تقنيات وأساليب سيكولوجية عديدة من أهمها: القولبة والتنميط وتسمية الأشياء بغير مسمياتها وأيضاً إطلاق الشعارات والاعتماد على الأرقام والإحصائيات ونتائج الاستفتاء والاستفادة من الشخصيات اللامعة والتظاهر بمنح فرص الحوار والتعبير عن الرأي لجميع الاتجاهات.

## وصلات خارجية
- أساليب الدعاية المعاصرة